# Wilkin & Sons

Eingang der Hauptfabrik

Wilkin & Sons Limited ist ein Hersteller von Marmelade, Frucht- und Gemüsekonserven und verwandten Produkten aus Tiptree in der Grafschaft Essex in England. Nach eigenen Angaben wird ein Großteil des Bedarfs an Früchten und Gemüse selbst in Essex angebaut.
Bekanntestes Produkt ist eine unter dem Namen Little Scarlet vermarktete Marmelade, deren Name von der verwendeten Scharlach-Erdbeere, einer ursprünglich amerikanischen Wildform der Erdbeere, abgeleitet ist. Als besonders gut empfundene Jahrgänge werden mit dem Begriff Vintage Year ausgezeichnet und besonders beworben. Dieser schwer zu kultivierenden Sorte wird nachgesagt, der Marmelade zu einem außergewöhnlich guten Geschmack zu verhelfen.
Geleitet wird die Gesellschaft seit 1971 von Peter J. Wilkin, einem direkten Nachfahren von Arthur Charles Wilkin, einem der Gründer. Der Umsatz lag 2023 bei 48 Mio. GBP. Das Unternehmen beschäftigt über 500 Mitarbeiter, viele weitere während der Ernte.

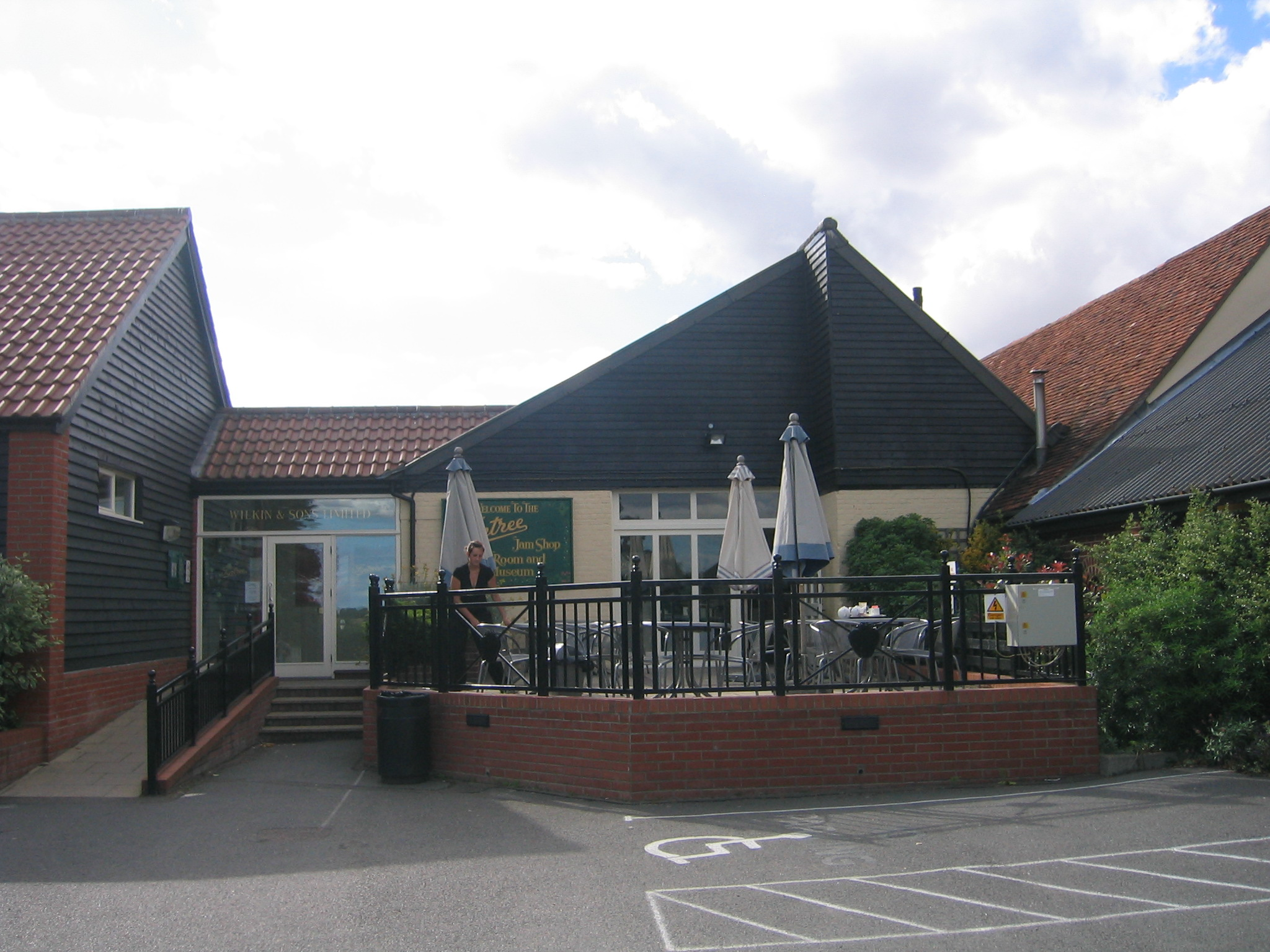
Die Teestube von Wilkins

Wilkin & Sons Limited betreibt eine Reihe von Cafés („tea rooms“) in Essex, die Gebäck- und Konditoreiprodukte (Tiptree Patisserie) und frisches Obst verkaufen, das auf der Tiptree-Farm angebaut wird. Das Tiptree Visitor Center bietet eine Teestube, ein Geschäft und ein Museum über die Geschichte des Unternehmens, die Herstellung von Marmeladen und das Dorfleben. Das Besucherzentrum und das Museum befinden sich auf dem Gelände der Marmeladenfabrik.